# Břízsko
Břízsko (německy Birkau) je vesnice, část obce Kozojedy ve východní části okresu Plzeň-sever v Plzeňském kraji. Leží 8,5 kilometru jihovýchodně od Kralovic. Katastrální území zaujímá 397,36 ha. Ves je součástí Mikroregionu Dolní Střela.
Do 19. století se Břízsko uvádělo jako Březí Dolejší nebo Dolní Bříza. Ve středu vsi stojí barokní kaplička, v jejíž sousedství se nachází pozůstatek památné lípy zničené vichřicí v létě 2007.

## Historie
První písemná zmínka o vesnici pochází z roku 1463.

## Přírodní poměry
Břízsko na severu sousedí s Borkem, na východě s Robčicemi, na jihu se zemědělskou usedlostí Bertin dvůr a Čivicemi a na západě s osadou Pazderna. Ves leží na východní hranici přírodního parku Horní Berounka, pod vsí na západě protéká Bertinský potok.

## Obyvatelstvo
| Rok            | 1869 | 1880 | 1890 | 1900 | 1910 | 1921 | 1930 | 1950 | 1961 | 1970 | 1980 | 1991 | 2001 | 2011 | 2021 |
| -------------- | ---- | ---- | ---- | ---- | ---- | ---- | ---- | ---- | ---- | ---- | ---- | ---- | ---- | ---- | ---- |
| Počet obyvatel | 148  | 168  | 153  | 149  | 164  | 150  | 135  | 101  | 94   | 53   | 37   | 22   | 23   | 41   | 59   |
| Počet domů     | 24   | 22   | 25   | 26   | 26   | 28   | 30   | 36   | 40   | 22   | 16   | 30   | 31   | 18   | 34   |

## Obecní správa
Při sčítání lidu v letech 1869–1985 Břízsko bylo samostatnou obcí, se kterým patřilo nejprve do okresu Kralovice, ale v roce 1950 v okrese Plasy a v letech 1961–1985 v okrese Plzeň-sever. Od 1. ledna 1986 je částí obce Kozojedy v okrese Plzeň-sever. V letech 1869–1910 a v letech 1961–1985 k obci patřily Robčice.

## Pamětihodnosti
- Usedlost čp. 5
- Smírčí kříž
- Kaplička